# لوكاس سبالفيس
لوكاس سبالفيس (27 يوليو 1994 فيلنيوس ليتوانيا - ) هو لاعب كرة قدم ليتواني، يلعب كمهاجم.

## روابط خارجية
- لوكاس سبالفيس على موقع الاتحاد الأوربي (الإنجليزية)
- لوكاس سبالفيس على موقع قاعدة بيانات كرة القدم.إي يو (الإنجليزية)
- لوكاس سبالفيس على موقع ناشيونال فوتبول تيمز (الإنجليزية)
- لوكاس سبالفيس على موقع Soccerway.com (الإنجليزية)
- لوكاس سبالفيس على موقع عالم كرة القدم.نت (الإنجليزية)
- لوكاس سبالفيس على موقع AS.com (الإسبانية)